# Merviel (Ariège)
Pour les articles homonymes, voir Merviel.
Merviel est une localité de Dun et une ancienne commune française, située dans le département de l'Ariège en région Occitanie.
Le village est localement appelé « Le Merviel ».

## Géographie
La commune avait une superficie de 7,33 km2

## Histoire
Par arrêté préfectoral en date du 14 décembre 1972, Merviel est supprimée comme commune indépendante et rattachée à la commune de Dun, au 1er janvier 1973, en même temps que les communes de Engraviès et Senesse-de-Senabugue. Merviel a eu le statut de commune associée, supprimé par l'arrêté préfectoral du 9 janvier 2003 avec effet le 1er février 2003.

## Administration

### Liste des maires
| Période                                  | Période | Identité | Étiquette | Qualité |
| ---------------------------------------- | ------- | -------- | --------- | ------- |
| Les données manquantes sont à compléter. |         |          |           |         |
|                                          |         |          |           |         |

### Liste des maires délégués
| Période                                  | Période | Identité | Étiquette | Qualité |
| ---------------------------------------- | ------- | -------- | --------- | ------- |
| Les données manquantes sont à compléter. |         |          |           |         |
|                                          |         |          |           |         |

## Démographie
| 1793 | 1800 | 1806 | 1821 | 1831 | 1836 | 1841 | 1846 | 1851 |
| ---- | ---- | ---- | ---- | ---- | ---- | ---- | ---- | ---- |
| 168  | 129  | 184  | 192  | 203  | 199  | 184  | 179  | 204  |

| 1856 | 1861 | 1866 | 1872 | 1876 | 1881 | 1886 | 1891 | 1896 |
| ---- | ---- | ---- | ---- | ---- | ---- | ---- | ---- | ---- |
| 205  | 200  | 203  | 200  | 180  | 154  | 160  | 127  | 135  |

| 1901 | 1906 | 1911 | 1921 | 1926 | 1931 | 1936 | 1946 | 1954 |
| ---- | ---- | ---- | ---- | ---- | ---- | ---- | ---- | ---- |
| 129  | 120  | 125  | 103  | 102  | 100  | 94   | 75   | 72   |

| 1962 | 1968 | 1975 | 1982 | 1990 | 1999 | - | - | - |
| ---- | ---- | ---- | ---- | ---- | ---- | - | - | - |
| 66   | 55   | -    | -    | 41   | 50   | - | - | - |

Histogramme

(élaboration graphique par Wikipédia)

## Héraldique
| Blason de Merviel | Blason  | Tiercé en fasce de sinople, d'or et de sable.    |
| Blason de Merviel | Détails | Le statut officiel du blason reste à déterminer. |